# Astley Hall (Stourport-on-Severn)

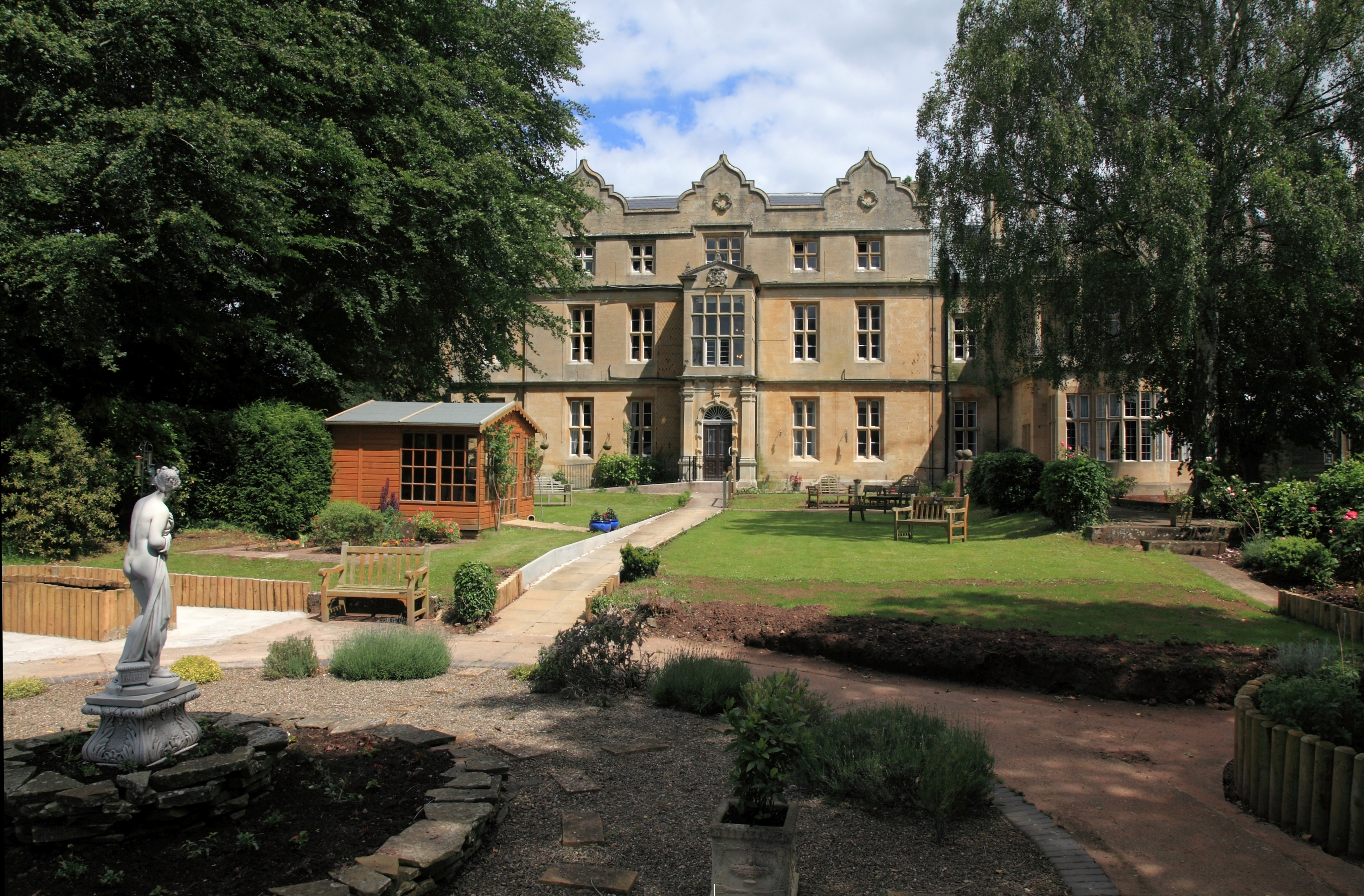
Gartenfassade von Astley Hall

Astley Hall ist ein Landhaus in Astley bei Stourport-on-Severn in der englischen Grafschaft Worcestershire. Bedeutung erlangte das Haus als Heim des ehemaligen britischen Premierministers Stanley Baldwin, der hier 1947 verstarb. Heute dient das Haus als Pflegeheim, das Astley Hall Care Home genannt und von der Heritage Manor Ltd betrieben wird.

## Beschreibung
Astley Hall ist ein kleines, dreistöckiges Landhaus in einem 5 Hektar großen Park, etwa 3 km entfernt von Stourport-on-Severn. Das Haus besteht aus einem Hauptblock, der mit L-förmigen Stallungen verbunden ist. Im Park gibt es noch eine separate Lodge, die Baldwin Lodge, einen formellen Garten und einen Küchengarten. Das heutige Gebäude stammt aus der Mitte des 19. Jahrhunderts mit Anbauten vom Anfang des 20. Jahrhunderts.

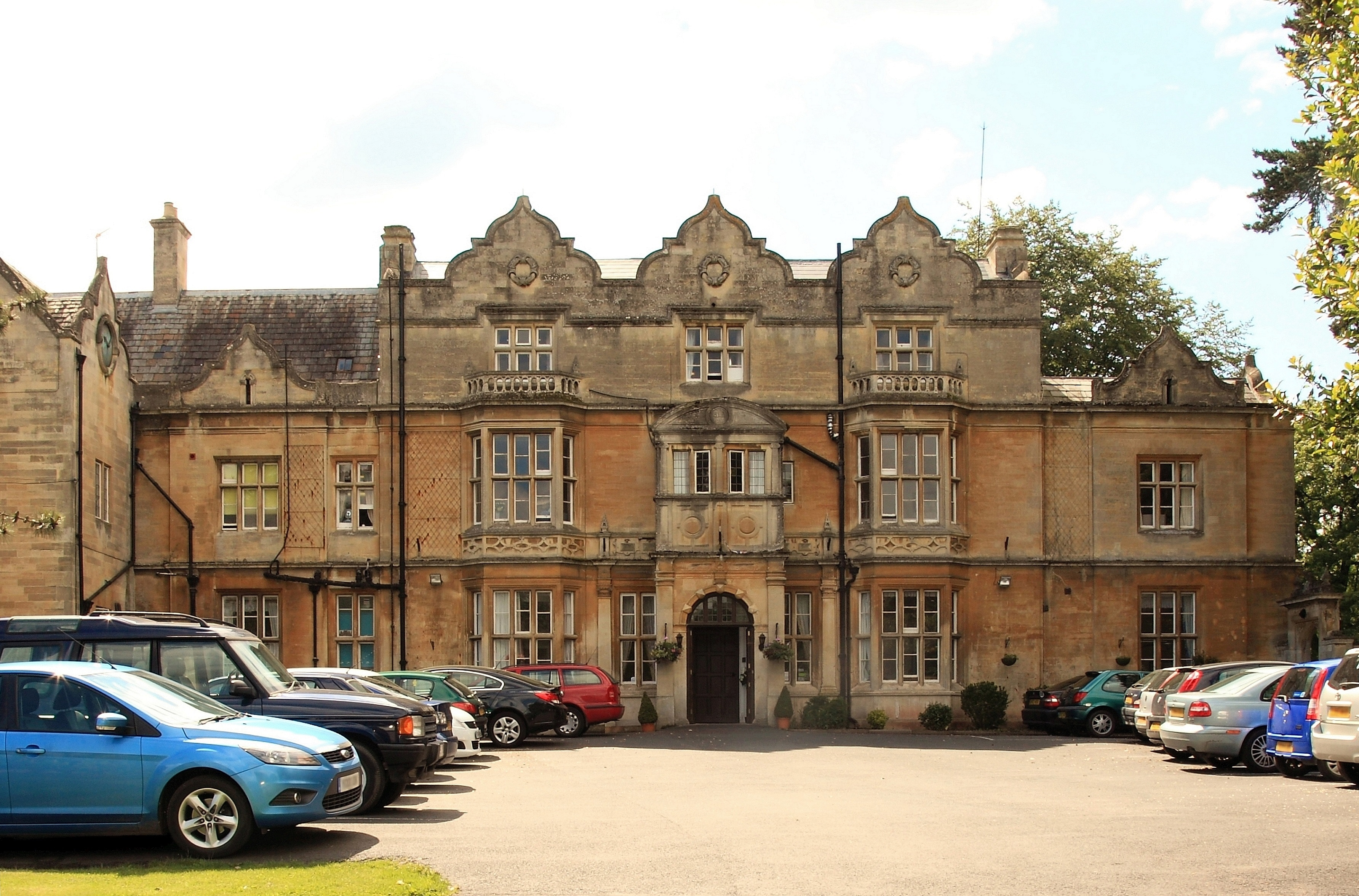
Eingangsfassade von Astley Hall mit der Eingangstüre mit halbrundem Oberlicht

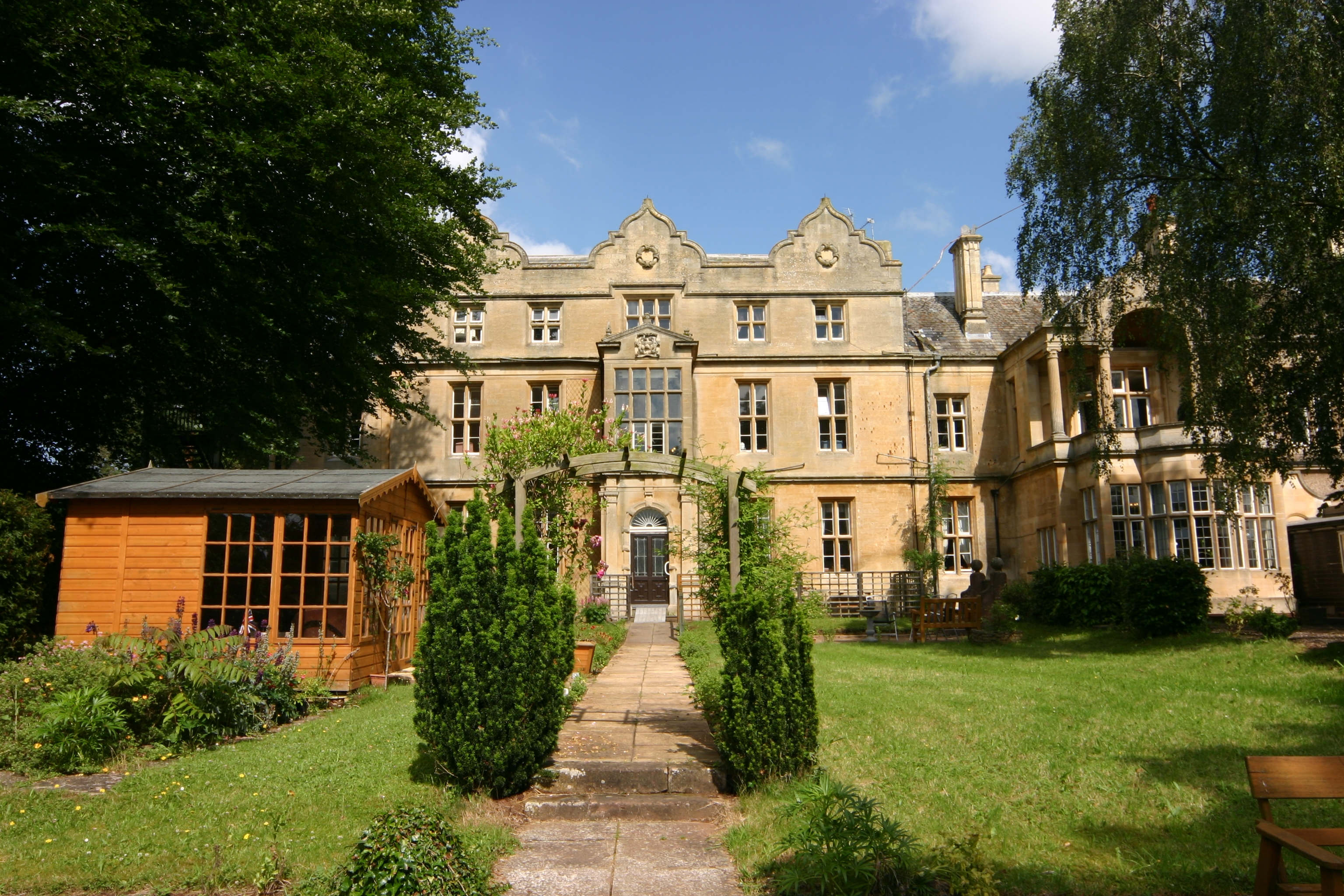
Blick auf die Gartenfassade mit der zweistöckigen Vorhalle mit Ziergiebel auf der rechten Seite

Rechts des Haupthauses befindet sich ein bogenbewehrter, steinerner Garteneingang im Tudorstil, links des Haupthauses ein etwas späterer, gegiebelter Anbau mit Uhr und Ziegelstallungen mit Steinverkleidungen.
Das Haupthaus ist eine Werksteinkonstruktion mit Schieferdach. Auf dem Dach gibt es Gruppen von Kaminen mit Zierrohren. Die jakobinische Fassade hat einen dreistöckigen Mittelblock mit drei Jochen und zweistöckige, ein Joch breite Flügel mit Gesimsen, Brüstungen und ausgeformten Giebeln. Die äußeren Joche des Mittelblocks haben zweistöckige, kantige Erker mit offenen Brüstungen.
Den Eingang in das Haupthaus vermittelt eine Türe mit halbrundem Oberlicht, einem rustizierten Bogen und einem ionischen Motiv über dem Schlussstein. Über der Eingangshalle befindet sich die Inschrift „SLB 1912“, was auf den endgültigen Erwerb des Hauses und von Stanley Baldwin und seiner Gattin beauftragte Anbauten hinweist. Die Eingangshalle wird von Fenstern mit Oberlicht und ionischen Pilastern flankiert. Innen hat die Eingangslobby eine jakobinische Beschlagwerkdecke.
An der Gartenfassade präsentiert sich das Haus leicht schlichter mit einer zweistöckigen Vorhalle mit Ziergiebel und einem Wappenschild. Der Anbau zur Rechten hat im Obergeschoss eine ionische Loggia über drei Joche mit einem Bogen im mittleren Joch; ein weiterer Anbau auf der rechten Seite endet in einem zurückgesetzten Pavillon, der möglicherweise einen Wasserturm verbarg.

## Geschichte
Das Haupthaus von Astley Hall wurde zwischen 1830 und 1850 im Auftrag der Familie ‚‘Lea‘‘ gebaut. ‚‘Thomas Simcox Lea‘‘ war 1845 ‚‘High Sheriff of Worcestershire‘‘. Zu Beginn des 20. Jahrhunderts wurde das Landhaus an Stanley Baldwin verkauft, der von 1902 bis zu seinem Tod 1947 in Astley Hall lebte. 1912 schaffte er es, das ganze Haus mit seinen Anbauten zu kaufen. Baldwins Gattin Lucy verstarb im Juni 1945 in Astley Hall an einem Herzinfarkt. Stanley Baldwin, damals schon der 1. Earl Baldwin of Bewdley lebte noch in dem Haus bis zu seinem Tod am 14. Dezember 1947.
Nach Lord Baldwins Tod wurde Astley Hall verkauft und erst als Schule und später als Pflegeheim genutzt. Das Gebäude wurde am 27. November 1984 als historisches Bauwerk II. Grades gelistet und damit unter Denkmalschutz  gestellt. Seine heutigen Eigner erwarben das Landhaus im Mai 2012. Heute dient es weiterhin als Pflegeheim und ist nicht öffentlich zugänglich.

## Umgebung

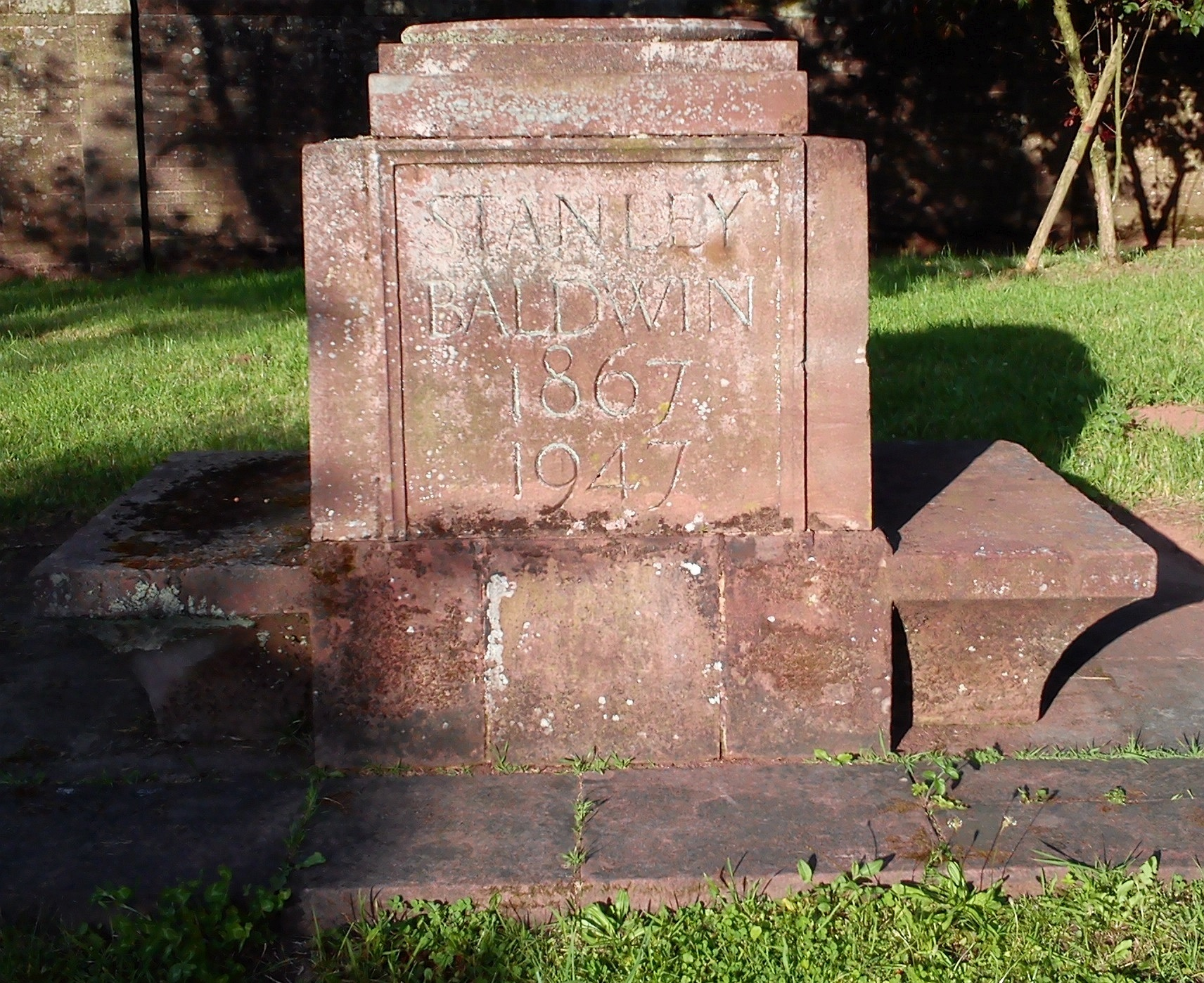
Der erhaltene Sockel von Baldwins Denkmal in der Nähe seines Hauses Astley Hall

In Worcestershire in der Gegend von Stourport-on-Severn gibt es etliche große Herrenhäuser und Landhäuser, z. B. Witley Court, Pool House, Areley Hall, Hartlebury Castle und Abberley Hall mit ihrem Uhrenturm.
Direkt bei Astley Hall befindet sich der Sockel eines Denkmals für Stanley Baldwin, der an der Straße von Stourport-on-Severn nach Worcester steht. Nach Baldwins Tod verfehlte ein nationaler Aufruf für Spenden zu diesem Denkmal seine Wirkung. Winston Churchill persönlich spendete das fehlende Geld und wohnte der Enthüllung bei. Das Monument bestand ursprünglich aus einer Statue Baldwins auf einem Sockel mit Inschrift. Heute ist nur mehr der Sockel erhalten, die Statue ist irgendwann verschwunden.